# Moshimo (ダイスケの曲)
『Moshimo』（モシモ）は、ダイスケのメジャー5枚目のシングル。

## 概要
表題曲「Moshimo」は、テレビ東京系アニメ『NARUTO -ナルト- 疾風伝』オープニングテーマ。

## 収録曲
（全曲 作詞・作曲：ダイスケ、編曲：鈴木Daichi秀行） 
1. Moshimo [3:57]
  - テレビ東京系アニメ『NARUTO -ナルト- 疾風伝』テーマソング
2. Hello, my friend
3. 晴れ空のマーチ（アコースティックバージョン）
4. Moshimo（Instrumental）

## カバー
Moshimo
- FLOW - 2023年8月30日発売のカバーアルバム『FLOW THE COVER 〜NARUTO縛り〜』に収録。